# Pteroglossus
Pteroglossus – rodzaj ptaków z podrodziny tukanów (Ramphastinae) w rodzinie tukanowatych (Ramphastidae).

## Zasięg występowania
Rodzaj obejmuje gatunki występujące w Ameryce.

## Morfologia
Długość ciała 30–48 cm; masa ciała 95–325 g. Ogólny wzór upierzenia u ptaków tego rodzaju jest podobny. Wspólną cechą jest również mocno zakrzywiony dziób o piłkowanych krawędziach. Plecy, skrzydła i głowa tych tukanów ma barwę ciemnozieloną, niemalże czarną, niekiedy z granatowym odcieniem. Brzuch i pierś przeważnie żółte, nierzadko przepasane czerwoną lub czarną poziomą wstęgą. Oczy okalane są niebiesko, czarno lub brązowo.

## Systematyka

### Etymologia
- Pteroglossus: gr. πτερον pteron „pióro”; γλωσσα glōssa „język”[11].
- Aracari: nazwa Arassari oznaczająca w tupi „słabo jasny (w dzień) ptak” dla arasari czarnoszyjego[12]. Gatunek typowy: Ramphastos aracari Linnaeus, 1758.
- Pyrosterna: gr. πυρ pur, πυρος puros „ogień”; στερνον sternon „pierś”[13]. Gatunek typowy: Pteroglossus bitorquatus Vigors, 1826.
- Beauharnaisius: August Karol de Beauharnais (1810–1835), 2. hrabia Leuchtenberg, 2. książę Eichstätt, książę małżonek Portugalii w latach 1834–1835, mecenas nauk[14]. Gatunek typowy: Pteroglossus beauharnaesii Wagler, 1832.
- Grammarhynchus: gr. γραμμα gramma, γραμματος grammatos „linia, litera”, od γραφω graphō „pisać”; ρυγχος rhunkhos „dziób”[15]. Gatunek typowy: Pteroglossus inscriptus Swainson, 1822.
- Baillonius: Jean François Emmanuel Baillon (1742–1801), francuski prawnik, przyrodnik, kolekcjoner[16]. Gatunek typowy: Ramphastos bailloni Vieillot, 1819.
- Rhagoborus: gr. ῥαξ rhax, ῥαγος rhagos „winogrono, jagoda”; βορος boros „pożerający” od βιβρωσκω bibrōskō „zjeść”[17]. Nazwa zastępcza dla Baillonius Cassin, 1867 ze względu na puryzm.
- Ulocomus: gr. ὑλο- hulo- „drewno, obróbka drewna” (tj. strugane wióry), od ὑλη hulē „teren lesisty”; κομη komē „włosy”[18]. Nazwa zastępcza dla Beauharnaisius Bonaparte, 1854 ze względu na puryzm.

### Podział systematyczny
Do rodzaju należą następujące gatunki:
- Pteroglossus bailloni (Vieillot, 1819) – tukaniec
- Pteroglossus viridis (Linnaeus, 1766) – arasari czarnogłowy
- Pteroglossus inscriptus Swainson, 1822 – arasari żółtobrzuchy
- Pteroglossus torquatus (J.F. Gmelin, 1788) – arasari obrożny
- Pteroglossus aracari (Linnaeus, 1758) – arasari czarnoszyi
- Pteroglossus castanotis Gould, 1834 – arasari brązowouchy
- Pteroglossus pluricinctus Gould, 1835 – arasari wielopręgi
- Pteroglossus azara (Vieillot, 1819) – arasari amazoński
- Pteroglossus beauharnaisii Wagler, 1831 – arasari kędzierzawy
- Pteroglossus bitorquatus Vigors, 1826 – arasari rdzawoszyi